# Route en relief difficile
En conception routière, on considère qu’une route est en relief difficile lorsque des difficultés susceptibles d’engendrer des coûts importants avec l’application des règles courantes sont rencontrées de manière continue ou fréquente sur une dizaine de kilomètres au moins.

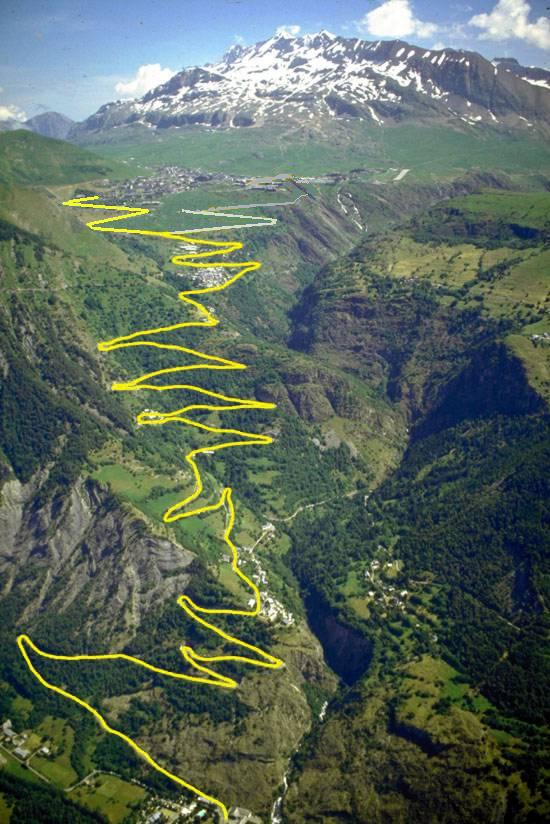
Route de l'Alpe d'Huez en France

## Éléments à prendre en compte
Les routes en relief difficile nécessitent, plus que d’autres, l’examen des points suivants :
- L’insertion dans les sites naturels ;
- les conséquences de la conception géométrique en termes de géotechnique, d’hydrologie et d’assainissement ;
- les conséquences de la conception sur l’entretien, la gestion et l’exploitation de la voie.

## Conception générale

### Nombre de voies
Le nombre de voies est généralement de deux en section courante. Pour les voies à fort trafic, et donc à 2x2 voies, les contraintes de relief peuvent conduire à déniveler les deux chaussées l’une par rapport à l’autre.

### Créneaux de dépassement
L’implantation de créneaux de dépassement, généralement de trois voies, est envisageable sur les routes à fort trafic de poids lourds.
Ces créneaux de dépassement sont en général implantés dans le sens montant pour permettre le dépassement de véhicules lents.

### Aménagement de routes existantes
Du fait de son coût élevé, l’aménagement d’une route existante en relief difficile, ne répond pas à l’application de systématismes. En général un diagnostic de sécurité de l’itinéraire permet d’identifier les zones les plus accidentogènes nécessitant un investissement lourd. Il s’agira souvent d’aménagements de visibilité, de traitements ponctuels de virages, d’aménagement de carrefours dangereux, d’amélioration des accotements.

## Profil en travers
Plus qu’ailleurs la bande dérasée revêtue est nécessaire. Elle est accompagnée d’une surlargeur permettant d’implanter des dispositifs de retenue ou des « pièges à cailloux » (en pied de falaise) ou des ouvrages d’assainissement, la signalisation, le balisage et bien d’autres équipements le cas échéant.
Pour l’aménagement de routes neuves en relief difficile, les indicateurs suivants sont en général retenus en France :
| Type de route                                                                                      | Bande dérasée | Chaussée |
| -------------------------------------------------------------------------------------------------- | ------------- | -------- |
| Routes à fort trafic (> 6000 véh/j) ou à accès limités ou à fort trafic lourd (> 500 PL/j)         | 1,5 m         | 7 m      |
| Trafic lourd non négligeable (>50 à 100 PL/j) ou trafic total relativement important (>2000 véh/j) | 1,5 m à 1 m   | 6 m      |
| Autres cas                                                                                         | 1 m à 0,75 m  | 5,5 m    |

Pour l’aménagement de routes existantes, on pourra élargir la chaussée à l’intérieur de la plate-forme :
- Si la chaussée est plus large que 5,5 m : seulement si l’élargissement ne conduit pas à réduire la bande dérasée à moins de 1 m.
- Si la chaussée est moins large que 5,5 m : seulement si l’élargissement ne conduit pas à réduire la bande dérasée à moins de 0,75 m.

## Tracé en plan

### Conception générale
En général le relief interdit de respecter les règles relatives aux rayons minimaux en courbes. Par contre il est souhaitable d’essayer de respecter les conditions d’enchaînement des différents éléments de tracé.

### Surlargeur en courbe
La largeur de voie minimale permettant à un poids lourd de type semi-remorque de ne pas déborder de sa voie est d’environ 3,5+25/R, R étant le rayon interne de la courbe exprimé en mètres.
Pour les petits rayons, internes (5 à 10 m), cette largeur est plus proche de 3,5+30/R.
Lorsqu’on ne peut pas offrir cette largeur, on peut admettre dans certains cas que le semi-remorque sorte de sa voie sur la gauche (lacet et autres virages avec bonne visibilité sur les routes à trafic lourd très faible) ou bien qu’il morde sur une bande dérasée qui doit dès lors pouvoir supporter le passage de poids lourds.

### Lacet
Le rayon interne minimal d’un lacet, sur les routes où il existe un trafic de semi-remorques, devrait être de 6 m avec une chaussée de 8 m de large.
L’utilisation d’un rayon de plus de 17 m permet d’assurer la giration d’un semi-remorque à l’intérieur d’une voie limitée à 5 m de large. Un rayon de 11 m permet la giration à l’intérieur d’une voie de 6 m de large.

### Dévers
Pour les rayons inférieurs à 40 m, le dévers est normalement de 6 %. Entre 40 et 250 m de rayon, le dévers est obtenu par interpolation en 1/R entre 6 % pour 40 m et 2,5 % pour 250 m. Entre 250 m de rayon et 400 m, le dévers est de 2,5 %. Au-delà de 400 m, les courbes ne sont plus nécessairement déversées.

## Profil en long
Sur les routes neuves, en France, il est déconseillé de dépasser les valeurs de pentes suivantes :
| Type de route                                          | Routes soumises en hiver à la neige ou au verglas | Routes non soumises en hiver à la neige ou au verglas |
| ------------------------------------------------------ | ------------------------------------------------- | ----------------------------------------------------- |
| Routes ouvertes à la circulation pendant toute l’année | 8 %                                               | 10 %                                                  |
| Routes ouvertes à la circulation en été seulement      | 10 %                                              | --                                                    |

## Aménagement des abords
En fonction de l’environnement et en particulier de l’intérêt touristique des lieux, des aires d’arrêts avec points de vue seront implantées à distances régulières. Les possibilités d’entretien facile de ces aires devront être envisagées dès leur conception.

### Origine du texte
- Cet article est partiellement ou en totalité issu du site Cours de génie civil - année 2007-2008, Hervé Brunel , le texte ayant été placé par l’auteur ou le responsable de publication sous la licence de documentation libre GNU ou une licence compatible.